# Eriberto I del Maine

La Francia nel 1030

Eriberto o Erberto detto Cane Sveglio in francese Herbert Ier Éveille-Chien (985 circa – 15 febbraio 1035 circa) fu il quinto conte del Maine della famiglia degli Ugonidi o seconda casa del Maine, dal 1015 circa fino alla sua morte.

## Origine
Figlio secondogenito del conte del Maine, Ugo III (come risulta dal documento n° IV del Cartulaire des abbayes de Saint-Pierre de la Couture et de Saint-Pierre de Solesmes, in cui, assieme al padre, Ugo III fa una donazione al capitolo dell'abbazia stessa) e della moglie, di cui non si conosce né il nome né la casata.
Ugo III era il figlio primogenito del conte del Maine, Ugo II (come risulta dal documento n° I del Cartulaire du chapitre royal de Saint-Pierre-de-la-Cour du Mans, in cui il conte Ugo II fece una donazione ai monaci ed ai canonici della Collegiale Saint-Pierre-La-Cour, che Ugo (Hugonis, filii ejus) controfirmò assieme al padre, Ugo II (Hugoni comitis), al vescovo Sigfrido, e ad altri nobili) e dalla moglie, di cui non si conosce né il nome né gli ascendenti (secondo Les Seigneurs du Maine, molto probabilmente, era una donna della casa di Vermandois).

## Biografia
Nel 1013 circa, morì suo fratello, Ugo, che era il primogenito, cosicché Eriberto divenne l'erede della contea.
Alla morte di suo padre, Ugo III, nel 1015 circa, Eriberto ereditò la contea del Maine, e, secondo le Chroniques d'Anjou il conte Eriberto già definito Evigilans Canem governava il Maine (Cenomannicum consulatum regebat), sotto la sovranità del conte d'Angiò, Folco III Nerra.
Secondo lo storico, Orderico Vitale, gli fu dato il soprannome di Cane Sveglio, per la necessità di stare sempre in allerta, nello stato di perenne conflitto col conte d'Angiò, Folco III Nerra.
L'Actus pontificum Cenomannis nel capitolo XXXX, ci conferma che Eriberto I resse la contea, nel periodo in cui era vescovo di Mans, Avesgaudo.
Eriberto, dopo essere divenuto conte, si avvicinò a Folco III Nerra gli chiese di sostenerlo, nella guerra che aveva intrapreso contro il conte di Blois, Oddone II, e, alla battaglia di Pontlevoy, del 6 luglio 1016, vinta dagli angioini, l'apporto delle truppe di Eriberto fu decisivo. Dopo questa vittoria secondo il documento n° IV del Cartulaire du chapitre royal de Saint-Pierre-de-la-Cour du Mans Eriberto fece una donazione alla cappella di Saint-Pierre-de-la-Cour.
Dopo la vittoria di Pontlevoy, a Eriberto fu permesso di battere moneta e gli furono concessi nuovi territori ed il permesso di fortificarli. In questo modo, la contea del Maine sentendosi rafforzata tornò ad allearsi con la contea di Blois, contro il re di Francia, Roberto I, ed il conte d'Angiò, Folco III Nerra.
Il vescovo di Le Mans, Avesgaudo, partigiano degli Angiò, fu costretto da Eriberto I a lasciare Mans, e si dovette rifugiare a la Ferté-Bernard, ai confini con il ducato di Normandia, e da lì lanciò l'interdetto sulla contea del Maine.
Infine, nel 1025, come narra Ademaro di Chabannes, nel par. 64,il conte Eriberto I fu attirato in un'imboscata dal conte d'Angiò, Folco III Nerra, che lo invitò a Saintes, per un incontro chiarificatore sui loro dissidi; Eriberto vi si recò, senza sospetti, ma appena vi giunse, fu catturato e incarcerato. Il piano di Folco prevedeva anche la cattura della contessa, la moglie di Eriberto, ma questa parte del piano non andò a buon fine, per cui, dopo due anni di carcere, dopo aver subito molte umiliazioni, riuscì a tornare in libertà.
Eriberto I morì nel 1035 circa e secondo il Martyrologe de la Couture morì il 15 febbraio (XV Kal Mar) e gli successe il figlio, Ugo, sotto tutela del prozio, Eriberto «Baco» del Maine (? - † ca. 1046).

## Matrimonio e discendenza
Eriberto I, da una moglie di cui non si conosce né il nome né l'origine, ma, anche senza nominarla è citata da Ademaro di Chabannes ebbe quattro figli:
- Ugo[16] ( † 1051), conte del Maine,
- Biota († ca. 1064), contessa del Maine, sposò Gualtiero I († ca. 1064), conte del Vexin e di Amiens, e anche conte consorte del Maine,
- Gersenda[17], sposò in prime nozze Tebaldo III, conte di Blois. Ripudiata nel 1048, si risposò con Alberto Azzo II d'Este capostipite della casa d'Este, signore di Este, e fu la madre di Folco I d'Este e del futuro conte del Maine, Ugo V,
- Paola del Maine, sposò Giovanni di Beaugency, signore di la Flèche, e fu la madre di Elia I di Beaugency († 1100), futuro conte del Maine.

## Ascendenza
|                      |   |   | Genitori |  |  | Nonni |  |  | Bisnonni        |  |  | Trisnonni           |  |
|                      |   |   |          |  |  |       |  |  | Ugo I del Maine |  |  | Ruggero I del Maine |  |
|                      |   |   |          |  |  |       |  |  | Ugo I del Maine |  |  | Ruggero I del Maine |  |
|                      |   | … |          |  |  |       |  |  | Ugo I del Maine |  |  |                     |  |
| Ugo II del Maine     |   |   |          |  |  |       |  |  | Ugo I del Maine |  |  |                     |  |
|                      |   | … | …        |  |  |       |  |  |                 |  |  |                     |  |
|                      |   | … | …        |  |  |       |  |  |                 |  |  |                     |  |
|                      |   | … | …        |  |  |       |  |  |                 |  |  |                     |  |
| Ugo III del Maine    |   | … |          |  |  |       |  |  |                 |  |  |                     |  |
|                      |   | … | …        |  |  |       |  |  |                 |  |  |                     |  |
|                      |   | … | …        |  |  |       |  |  |                 |  |  |                     |  |
|                      |   | … | …        |  |  |       |  |  |                 |  |  |                     |  |
| …                    |   | … |          |  |  |       |  |  |                 |  |  |                     |  |
|                      |   | … | …        |  |  |       |  |  |                 |  |  |                     |  |
|                      |   | … | …        |  |  |       |  |  |                 |  |  |                     |  |
|                      |   | … | …        |  |  |       |  |  |                 |  |  |                     |  |
| Eriberto I del Maine |   | … |          |  |  |       |  |  |                 |  |  |                     |  |
|                      | … | … |          |  |  |       |  |  |                 |  |  |                     |  |
|                      | … | … |          |  |  |       |  |  |                 |  |  |                     |  |
|                      | … | … |          |  |  |       |  |  |                 |  |  |                     |  |
| …                    | … |   |          |  |  |       |  |  |                 |  |  |                     |  |
|                      |   | … | …        |  |  |       |  |  |                 |  |  |                     |  |
|                      |   | … | …        |  |  |       |  |  |                 |  |  |                     |  |
|                      |   | … | …        |  |  |       |  |  |                 |  |  |                     |  |
| …                    |   | … |          |  |  |       |  |  |                 |  |  |                     |  |
|                      |   | … | …        |  |  |       |  |  |                 |  |  |                     |  |
|                      |   | … | …        |  |  |       |  |  |                 |  |  |                     |  |
|                      |   | … | …        |  |  |       |  |  |                 |  |  |                     |  |
| …                    |   | … |          |  |  |       |  |  |                 |  |  |                     |  |
|                      |   | … | …        |  |  |       |  |  |                 |  |  |                     |  |
|                      |   | … | …        |  |  |       |  |  |                 |  |  |                     |  |
|                      |   | … | …        |  |  |       |  |  |                 |  |  |                     |  |
|                      |   | … |          |  |  |       |  |  |                 |  |  |                     |  |

### Fonti primarie
- (LA)  Chroniques d'Anjou Tome I.
- (LA)  Cartulaire du chapitre royal de Saint-Pierre-de-la-Cour du Mans, Archives historiques du Maine Tome IV.
- (LA)  Ademarus Engolismensis,_Historiarum Libri Tres.
- (LA) Cartulaire des abbayes de Saint-Pierre de la Couture et de Saint-Pierre de Solesmes, su digital.library.yale.edu. URL consultato il 4 settembre 2021 (archiviato dall'url originale il 5 agosto 2020).
- (LA)  Actus Pontificum Cenomannis in urbe degentium (Le Mans).
- (LA)  Historia Ecclesiastica.

### Letteratura storiografica
- Louis Halphen, "La Francia dell'XI secolo", cap. XXIV, vol. II (L'espansione islamica e la nascita dell'Europa feudale) della Storia del Mondo Medievale, 1999, pp. 770–806.